# Gymnasium Walsrode
Das Gymnasium Walsrode ist ein allgemeinbildendes Gymnasium im niedersächsischen Walsrode und seit 2005 Ganztagsschule.

## Geschichte

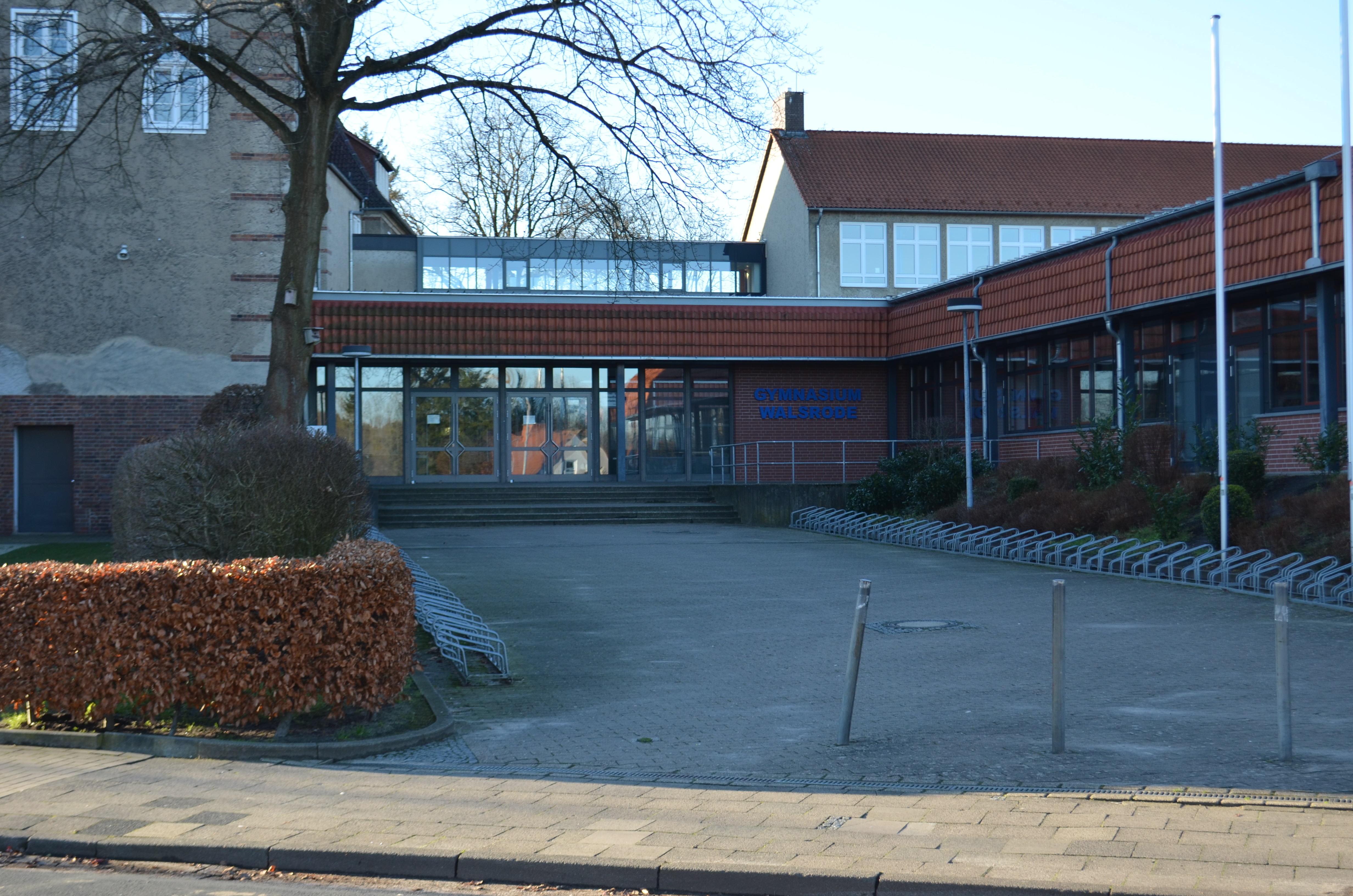
Gymnasium Walsrode. Neuer Haupteingang (Januar 2018)

Das Gymnasium Walsrode ist aus der 1925 gegründeten Oberrealschule in Aufbauform, der sogenannten Aufbauschule, hervorgegangen. Bevor ein neues Schulgebäude 1928 fertiggestellt wurde, erfolgte der Unterricht 1925 in zwei Räumen der Landwirtschaftsschule in der Schmersahlstraße und ab 1927 in der Werkstatt des Tischlermeisters Röper in der Wiesenstraße. Der erste Schulleiter war Erich Keitel von Ostern 1925 bis Ostern 1926. Nach Einzug in das neue Schulgebäude bestand das Gymnasium in der Anfangszeit aus sechs Klassen und neun Lehrkräften. Der erste Erweiterungsbau erfolgte 1958.

## Lehrangebot
Das Gymnasium Walsrode besteht aus den Klassenstufen 5 bis 13. Als großes Gymnasium in der ländlichen Region wird im Leitbild eine möglichst breite Ausrichtung und keine frühe Spezialisierung angestrebt. Es gibt verschiedene Schwerpunkte im sprachlichen, im mathematisch-naturwissenschaftlichen, im musisch-künstlerischen sowie im gesellschaftlichen Bereich. Bläser- und Streicherklassen sind in den Jahrgängen 5 und 6 eine viel gewählte Option. Es bestehen Arbeitsgemeinschaften sowohl im sportlichen als auch im musischen und technischen Bereich.

## Fremdsprachen
Als Fremdsprachen werden neben Englisch auch Französisch, Latein, Russisch und Spanisch angeboten.

## Wohltätigkeitsprojekte
Im Oktober 2021 erfolgte im Politik-Leistungskurs des Abiturjahrgangs 2022 ein Wohltätigkeitsprojekt, bei dem die Schüler und deren Lehrer mit dem Fahrrad über drei Tage die etwa 300 km lange Strecke nach Berlin fuhren. Gesammelt wurde für den Onkologischen Arbeitskreis Walsrode und eine Summe von 5000 € wurde gespendet. Es war das zweite Wohltätigkeitsprojekt des Kurslehrers; er hatte zwei Jahre zuvor mit seinem damaligen Politikkurs einen Spendenabend organisiert und für das Hospiz in Dorfmark gespendet, sowie 4000 € für Tafel. Nach dem russischen Überfall auf die Ukraine wurde ein Wohltätigkeitsprojekt vom Politik-Leistungskurs des Abiturjahrgangs 2023 gestartet. Das Projekt diente dazu, Geld für ukrainische Flüchtlinge zu sammeln, indem Kleidungsartikel verkauft wurden, die spezifisch für das Projekt hergestellt wurden und mit dem Gesicht der „Schulkatze“ Fred versehen waren.

## Schulpartnerschaften
- Szinyei Merse Pál Gimnázium in Budapest, Ungarn
- Lycée Marguerite de Navarre in Alençon, Frankreich
- Charles City Senior High School in Charles City, Vereinigte Staaten
- Lyzeum in Słupsk, Polen

Das Gymnasium Walsrode führt mit diesen Schulen auch regelmäßige Programme zum Schüleraustausch durch.

## Bekannte Absolventen
- Erich Mathias (1921–1983), deutscher Historiker und Politikwissenschaftler
- Georg Süßmann (1928–2017), theoretischer Physiker an der LMU München
- Hans-Joachim Walde (1942–2013), deutscher Leichtathlet und Mediziner, Olympiadritter in Tokio, Olympiazweiter in Mexiko-Stadt
- Gerd Lüdemann (1946–2021), deutscher Theologe und Kirchenkritiker
- Lilo Wanders (eigentlich Ernie Reinhard; * 1955), Schauspieler und Travestiekünstler
- Lisa Politt (* 1956), Kabarettistin, Trägerin des Deutschen Kleinkunstpreises 2005